# Santiria
Santiria es un género con 82 especies de plantas  perteneciente a la familia Burseraceae. Comprende 79 especies descritas.

## Taxonomía
El género fue descrito por Carl Ludwig Blume y publicado en Mus. Bot. 1: 209. 1850. La especie tipo no ha sido designado.

## Especies seleccionadas
| - Santiria acuminata - Santiria anisandra - Santiria apiculata - Santiria balsamifera - Santiria beccarii | - Santiria bornensis - Santiria brachystachys - Santiria candata - Santiria caesia - Santiria caudata |